# Паратико
Паратико (итал. Paratico) — коммуна в Италии, в провинции Брешиа области Ломбардия.
Население составляет 3441 человек, плотность населения составляет 574 чел./км². Занимает площадь 6 км². Почтовый индекс — 25030. Телефонный код — 035.
В коммуне 15 августа особо празднуется Успение Пресвятой Богородицы.